# Missões diplomáticas do Quirguistão

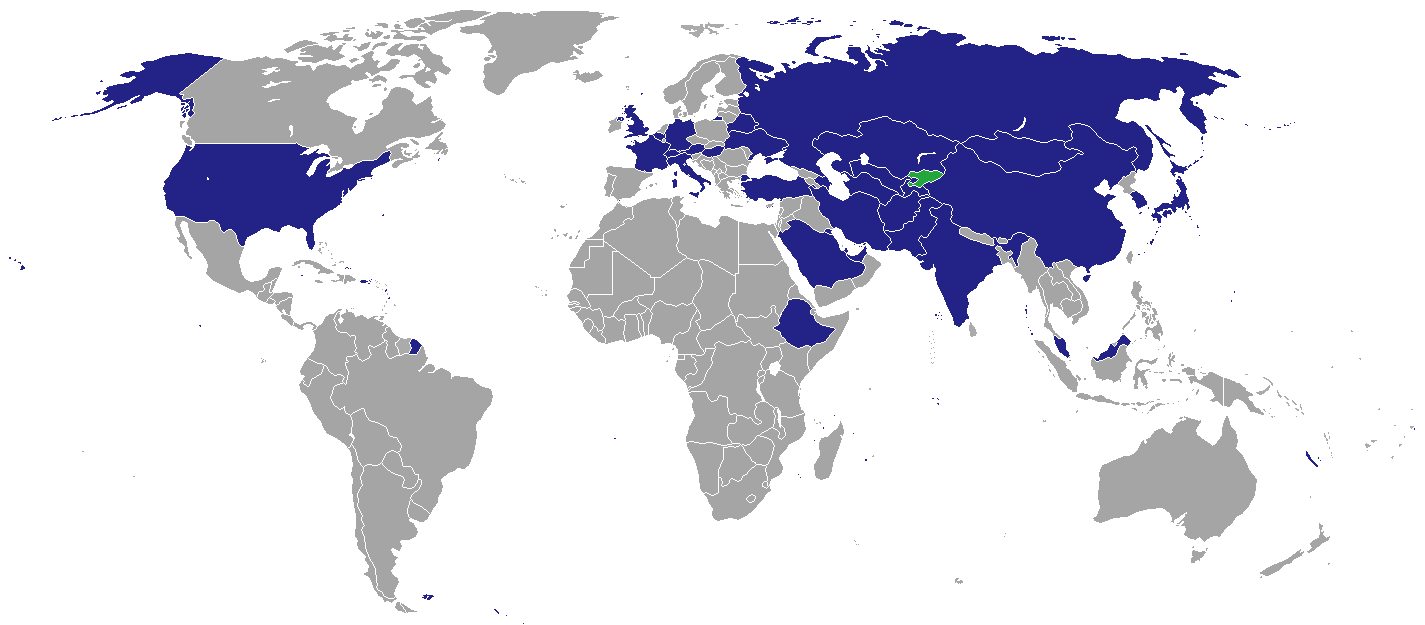
Mapa das missões diplomáticas do Quirguistão.

Abaixo se encontram as embaixadas e consulados do Quirguistão:

## América

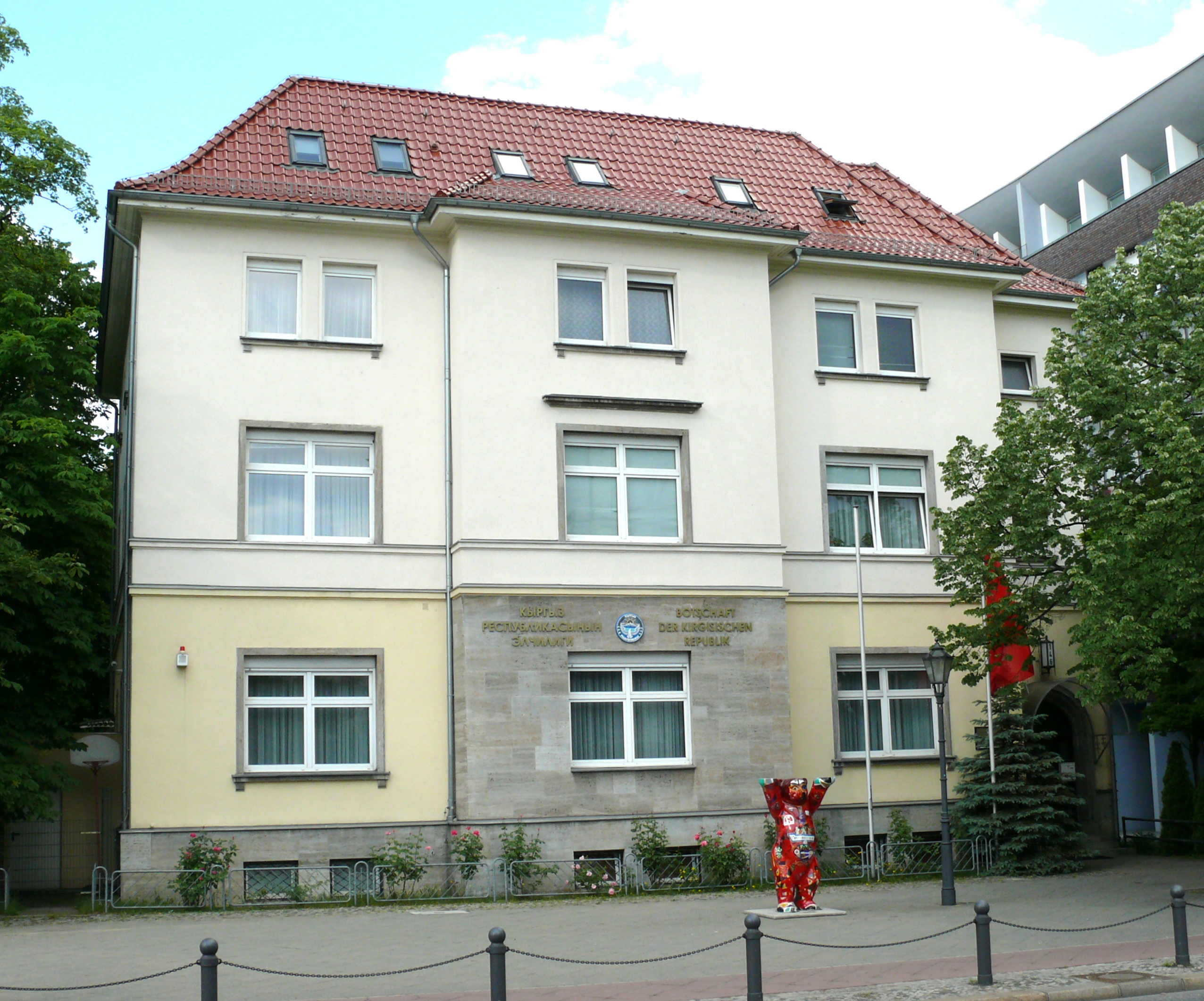
Embaixada do Quirguistão em Berlim.

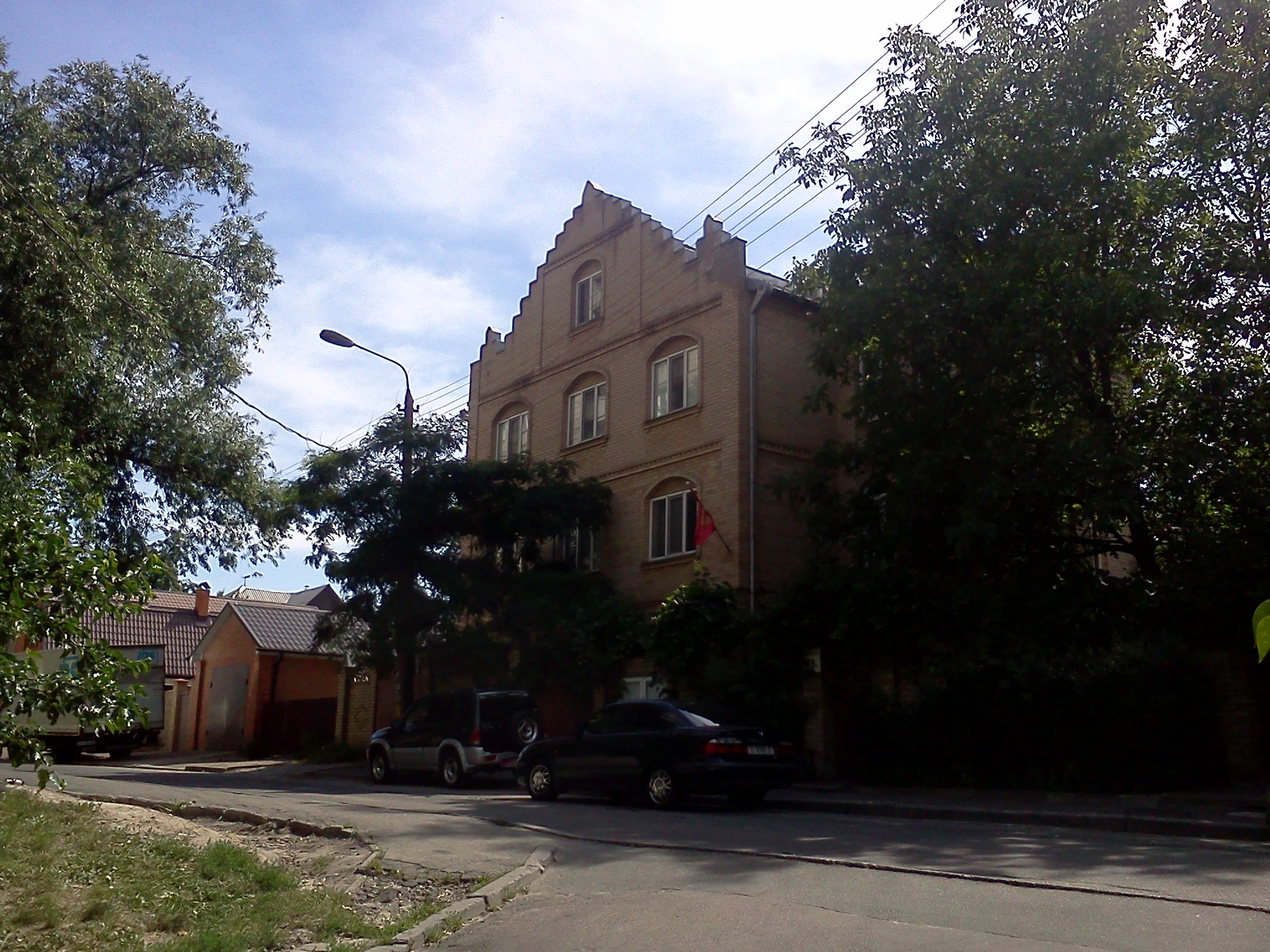
Embaixada do Quirguistão em Kiev.

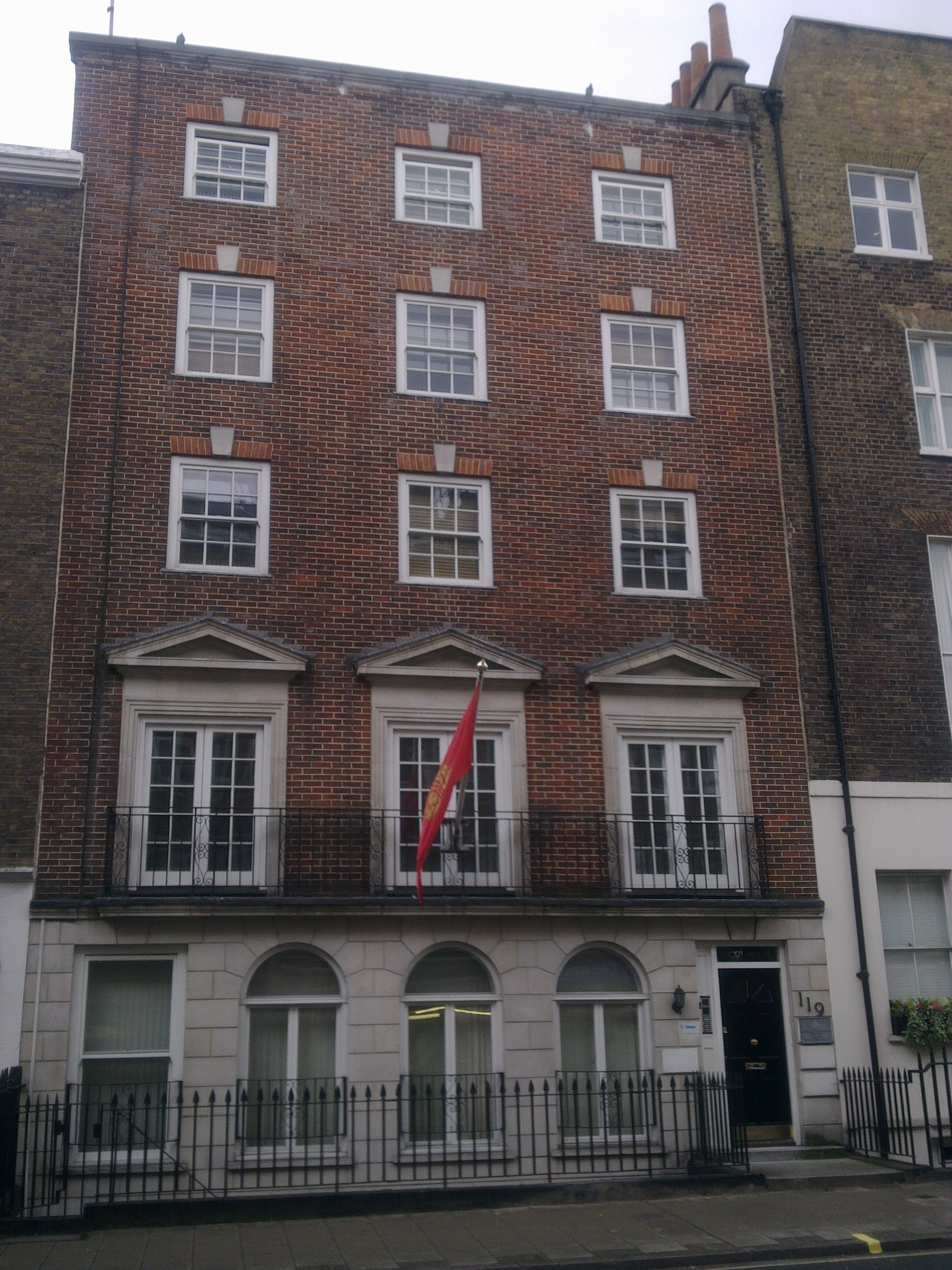
Embaixada do Quirguistão em Londres.

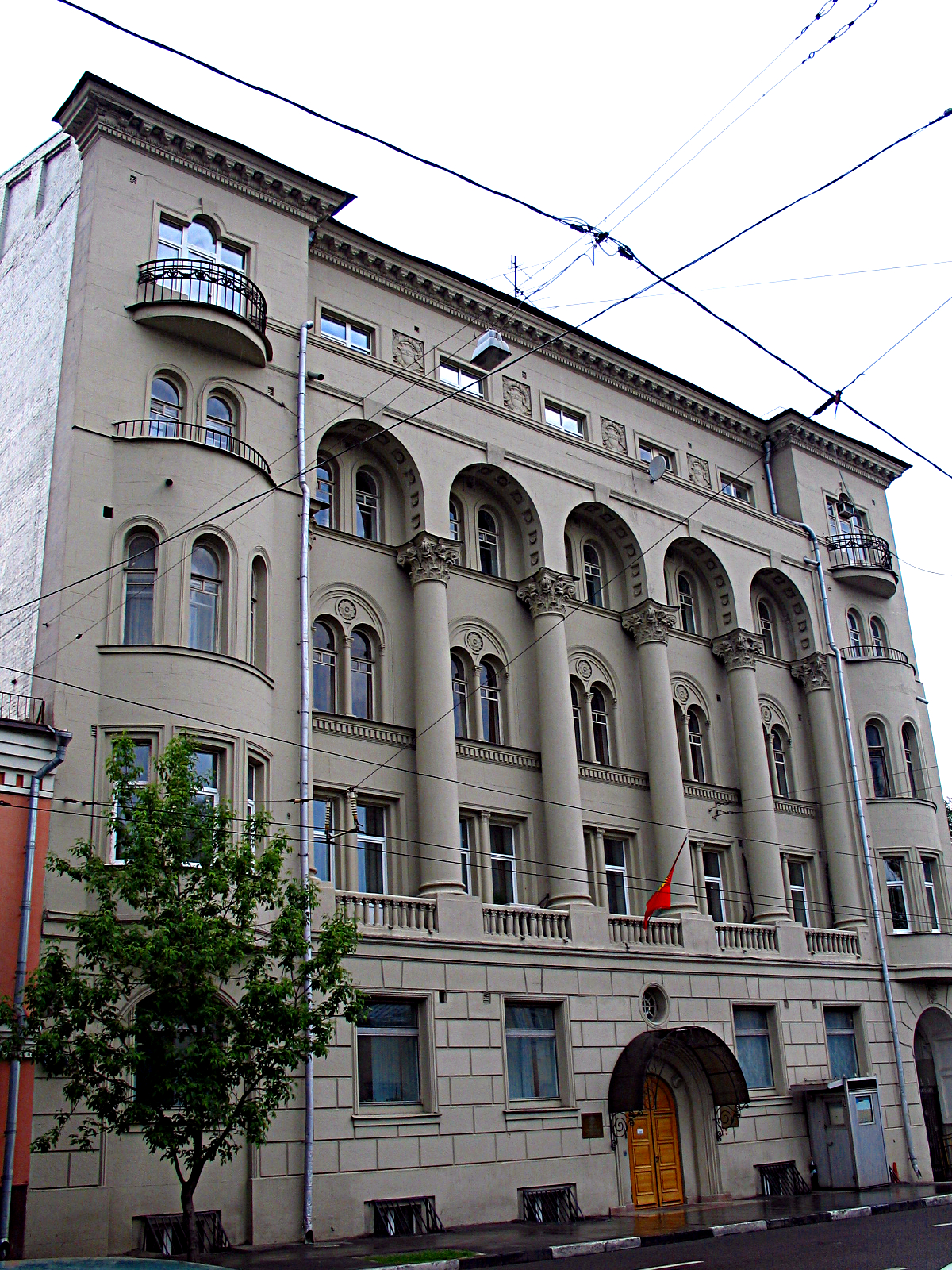
Embaixada do Quirguistão em Moscou.

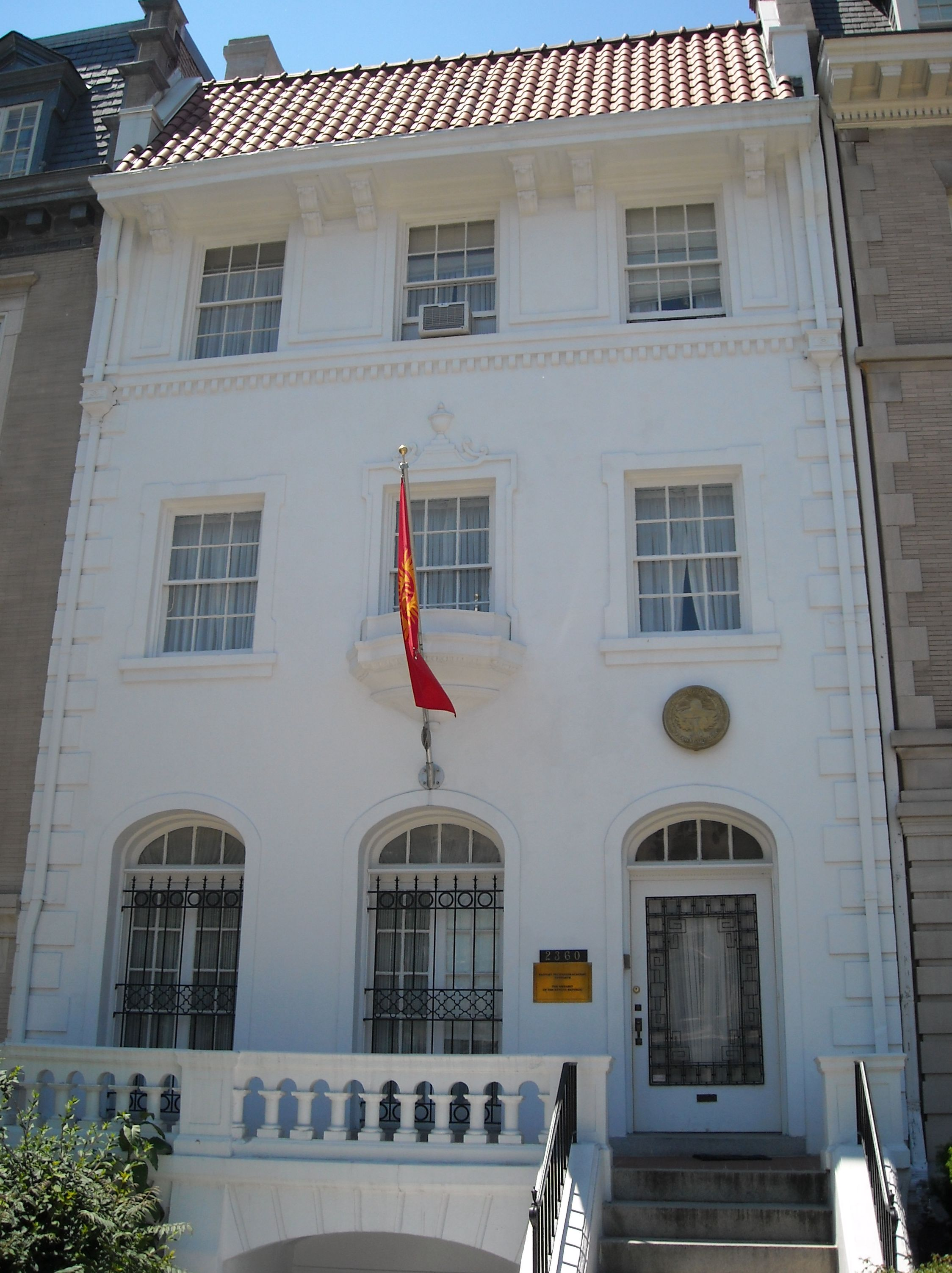
Embaixada do Quirguistão em Washington, DC.

- Estados Unidos
  - Washington, DC (Embaixada)
  - Nova York (Posto Consular)

## Ásia
- Afeganistão
  - Cabul (Embaixada)
- Arábia Saudita
  - Riade (Embaixada)
- Azerbaijão
  - Baku (Embaixada)
- China
  - Pequim (Embaixada)
  - Ürümqi (Oficina Consular)
- Coreia do Sul
  - Seul (Embaixada)
- Emirados Árabes Unidos
  - Dubai (Consulado-Geral)
- Índia
  - Nova Delhi (Embaixada)
- Irão
  - Teerã (Embaixada)
  - Mashhad (Posto Consular)
- Japão
  - Tóquio (Embaixada)
- Cazaquistão
  - Astana (Embaixada)
  - Almati (Consulado-Geral)
- Malásia
  - Kuala Lumpur (Embaixada)
- Paquistão
  - Islamabad (Embaixada)
  - Karachi (Consulado-neral)
- Tajiquistão
  - Duchambé (Embaixada)
- Turquemenistão
  - Asgabate (Embaixada)
- Turquia
  - Ancara (Embaixada)
  - Istambul (Consulado-Geral)
- Uzbequistão
  - Tashkent (Embaixada)

## Europa
- Alemanha
  - Berlim (Embaixada)
  - Frankfurt am Main (Agência Consular)
- Áustria
  - Viena (Embaixada)
- Bélgica
  - Bruxelas (Embaixada)
- Bielorrússia
  - Minsk (Embaixada)
- Reino Unido
  - Londres (Embaixada)
- Rússia
  - Moscou (Embaixada)
  - Ecaterimburgo (Consulado-Geral)
- Suíça 
  - Genebra (Embaixada)
- Ucrânia
  - Kiev (Embaixada)

## Organizações Multilaterais
- Bruxelas (Missão Permanente do Quirguistão perante à União Europeia )
- Genebra (Missão Permanente do Quirguistão perante às Nações Unidas e outras organizações internacionais)
- Minsk (Missão Permanente do Quirguistão perante à Comunidade dos Estados Independentes)
- Nova York (Missão Permanente do Quirguistão perante às Nações Unidas)
- Viena (Missão Permanente do Quirguistão perante às Nações Unidas)